# Support Force Glacier
Support Force Glacier är en glaciär i Antarktis. Den ligger i Västantarktis. Argentina och Storbritannien gör anspråk på området. Support Force Glacier ligger 782 meter över havet.
Terrängen runt Support Force Glacier är platt. Trakten är obefolkad. Det finns inga samhällen i närheten.